# وسام الأمير
وسام الأمير (19 مارس 1965- ) هو ملحن ومغن وشاعر لبناني من مواليد دير القمر لعائلة من الطائفة المارونية .

## مسيرته
يعتبر وسام الأمير من رواد لون القصة الغنائية اللبنانية ومن أهم ما غناه (بتتذكر يا علي) و(خليلي مزاجك رايق) وذلك في بدايته كمغن. من أبرز المغنين الذين تعاملوا معه : نجوى كرم - ملحم زين -ديانا حداد - باسكال مشعلاني - لورا خليل - عاصي الحلاني وغيرهم الكثير.
له ألبوم بعنوان (طلة قمر) من كلماته وألحانه وغنائه وكذلك دويتو مع لورا خليل بعنوان (كمشة حطب). كما شكل ثنائي رائع مع الفنانة نجوى كرم في تقديم أجمل الألحان لها ومن أشهر أغنياته معها خيروني وخليني شوفك بالليل ومافي نوم .

## أعماله
- كليب: آمان يا ليل، أداء: ربيع الخولي، (كلمات وألحان: وسام الأمير)
- ما في نوم، غناء نجوى كرم
- دلل، غناء نجوى كرم
- لو مادخلت براسي ديانا حداد
- يا بياع اليناصيب، غناء نجوى كرم